# Чаунски район
Чаунски район (на руски: Чаунский район; на чукчи: Чаан район) е административна единица в Чукотския автономен окръг, Русия. В границите му е образуван Градски окръг Певек. Административен център е град Певек. Площта на района възлиза на 67 091 km², а населението е 5774 души през 2015 г.

## Населени места
| Населено място     | Население |
| ------------------ | --------- |
| град Певек         | 4721      |
| село Риткучи       | 464       |
| село Айон          | 200       |
| село Билингс       | 195       |
| село Янранай       | 194       |
| село Нутепелмен    | 161       |
| село Риркайпи      | 601       |
| село Уелкал        | 208       |
| Бивши селища       |           |
| сгт Бараниха       | 0         |
| сгт Бистри         | 0         |
| сгт Валкумей       | 0         |
| сгт Комсомолски    | 0         |
| сгт Красноармейски | 0         |
| сгт Южни           | 0         |
| село Апелгино      | 0         |

## Население
По-голямата част от населението на района е представена от руснаци, много от тях дошли по времето на сталинизма, когато много хора биват изпратени в ГУЛАГ в Далечния Изток на Русия. Малцинствата от коренни народи са представени основно чукчи.
Над 80% от населението на района живее в град Певек.
| 2002 | 2009 | 2010 | 2012 | 2013 | 2014 | 2015 |
| ---- | ---- | ---- | ---- | ---- | ---- | ---- |
| 6962 | 5542 | 5359 | 5927 | 6081 | 5800 | 5774 |

## Икономика
Икономиката на района се базира на добива на злато и калай. В сравнение с другите райони в Чукотския автономен окръг, селското стопанство в Чаунски район е слабо развито.